# Badajoz
Badajoz (arabsky بطليوس  Batalyanus) je největší (nikoliv však hlavní) město autonomního společenství Extremadura v jihozápadním Španělsku. Je centrem stejnojmenné provincie, rozlohou největší v zemi, avšak řídce osídlené. Město leží na řece Guadiana, téměř na hranici s Portugalskem. Prochází tudy silnice E90 spojující Madrid a Lisabon a nepříliš frekventovaná železnice do Méridy. Patronem města je Jan Křtitel. V roce 2022 zde žilo 150 146 obyvatel.

## Geografie
Město je situováno na jihozápadě pyrenejského poloostrova. Na západě sousedí s Portugalskem. Střed města je od Portugalska vzdálen pouhý jeden kilometr.
Střední nadmořská výška města je 184 metrů. Nejvýše položené čtvrti jsou Cerro del Viento (219 m), Fuerte de San Cristóbal (218 m) a Cerro de la Muela (205 m). Nejníže položená část města je přímo na řece Guadiana (168 m).
Město je vzdáleno 61 km od Méridy, 89 km od Cáceresu, 217 km od Sevilly, 227 km od Lisabonu a 406 km od Madridu.

## Historie
Území bylo osídleno od pravěku, megality a náhrobní stély pocházejí z doby bronzové. Souvislé osídlení doby římské patřilo do provincie Lusatia Ulterior. Město bylo založeno roku 875 pod názvem Batalyanus (arabsky بطليوس) za arabské nadvlády. Jeho zakladatel, galicijský muslim Ibn Marwan dal postavit pevnost Alcazába. Badajoz se stal hlavním městem emirátu, zahrnujícího španělskou Extremaduru a v 11. století téměř celé Portugalsko pod nadvládou Aftasidů. V roce 1094 jej dobyli Almorávidé. Za reconquisty město v roce 1168 získal Alfons I. Portugalský. V roce 1230 byla mešita proměněna v kostel a františkán Pedro Pérez ustaven prvním biskupem. V roce 1231 Ferdinand III. město začlenil do sjednoceného království Kastilie a Leónu.

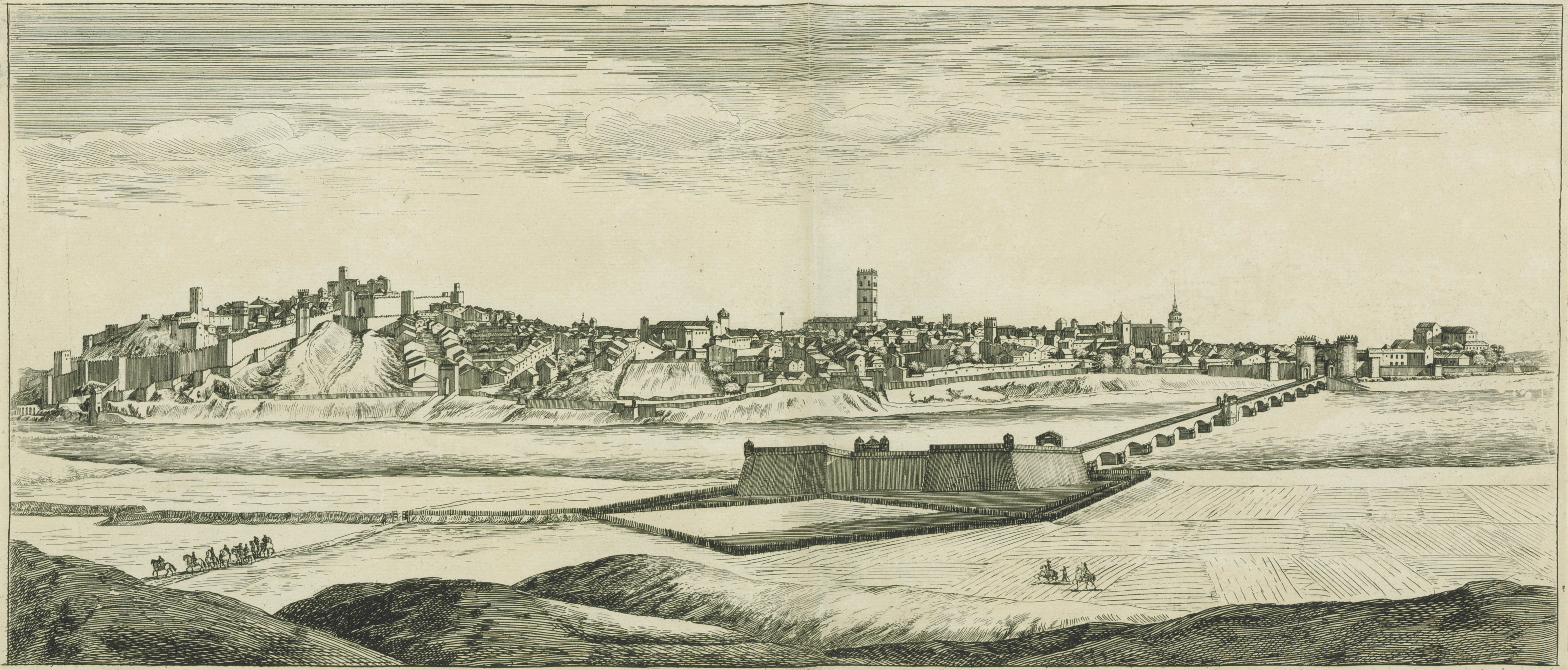
Badajoz v 17. století

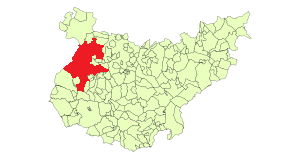
Poloha obce v provincii Badajoz

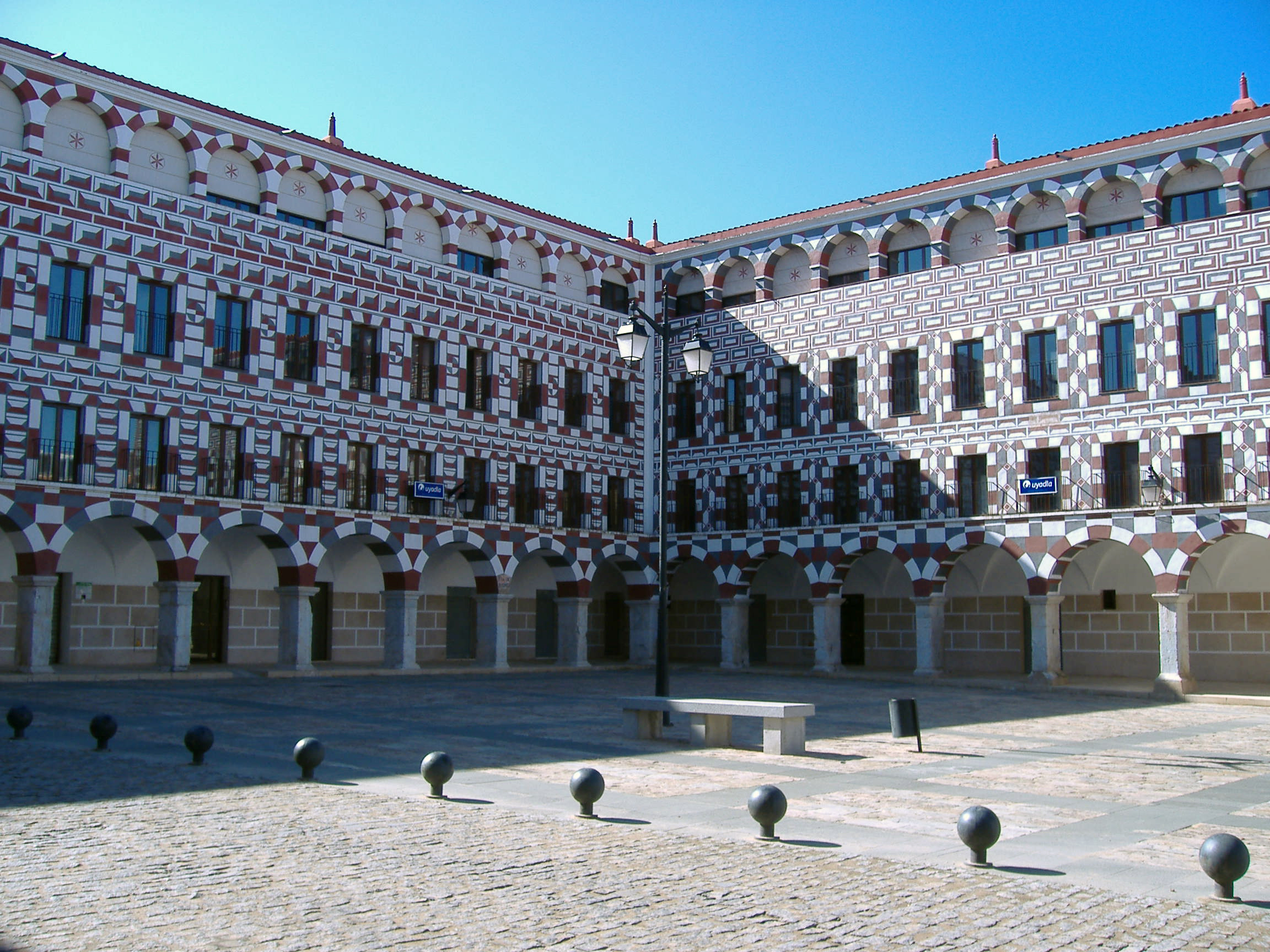
Plaza Alta

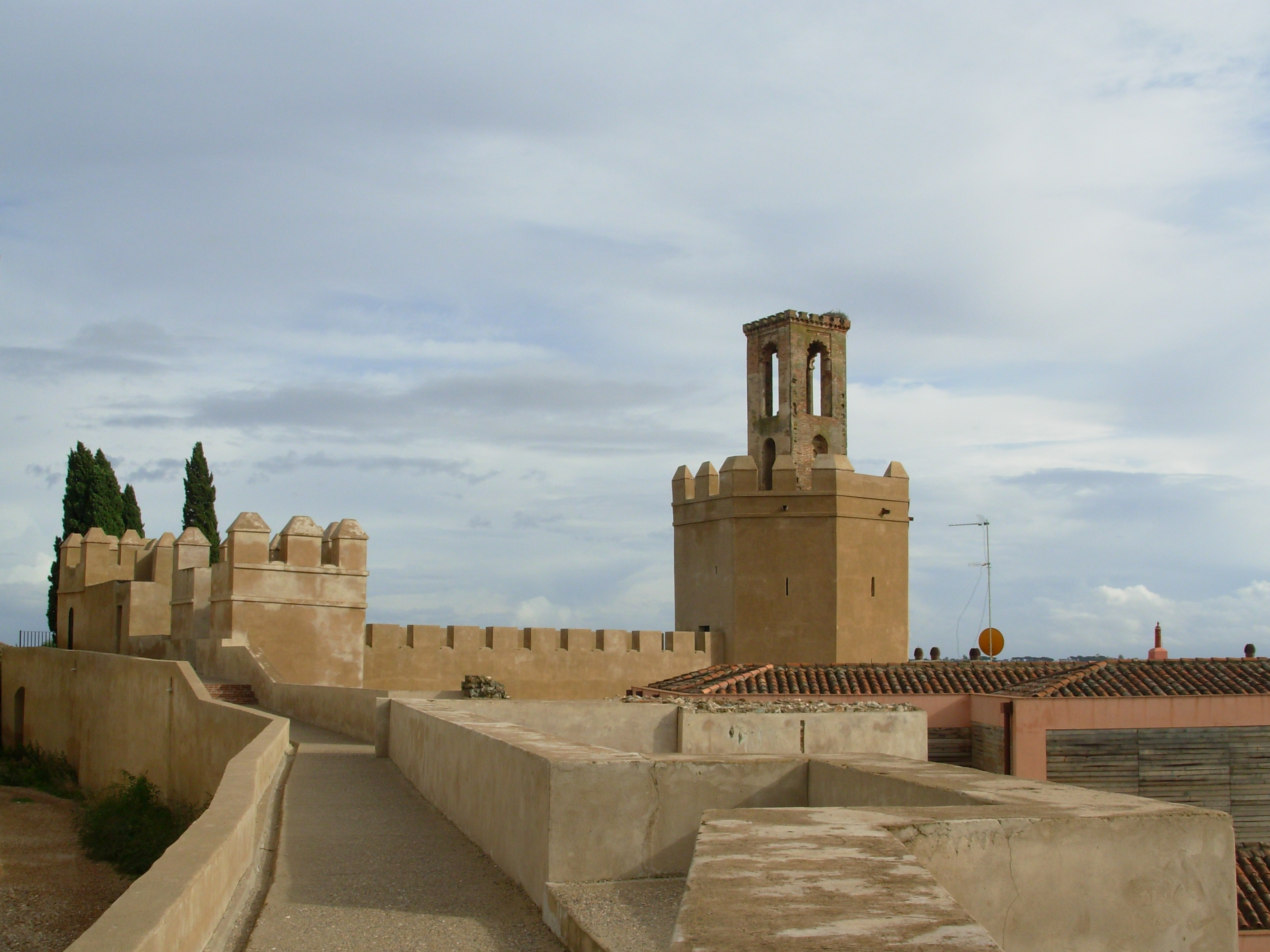
Alcazaba

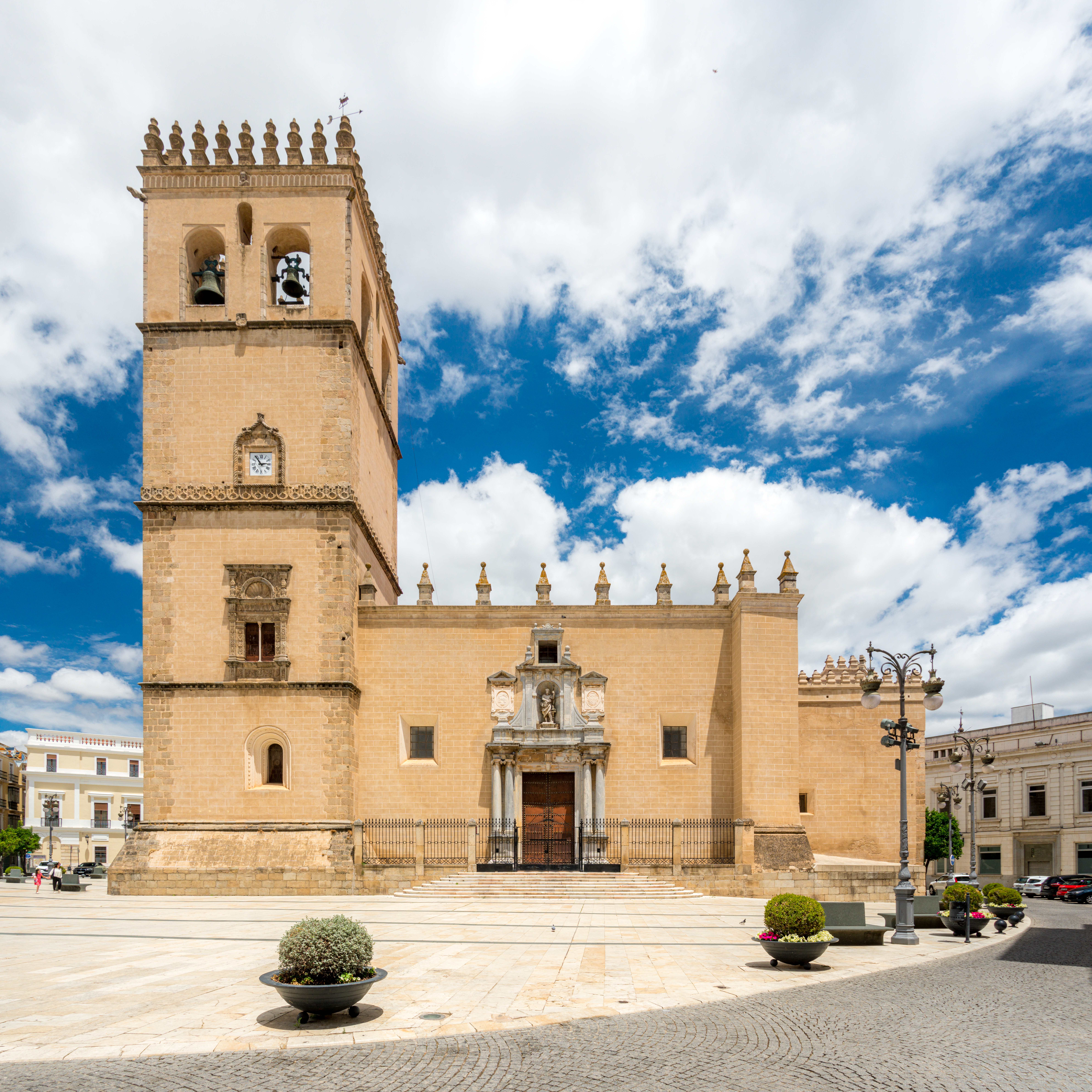
Západní fasáda katedrály

Badajoz byl strategickým územím i v novověku. Bylo vybudováno důmyslné opevnění města včetně předmostí, pevnost měla samostatný dvojí pás hradeb. V roce 1660 je marně obléhali Portugalci. Během války o španělské dědictví bylo město v říjnu 1705 obléháno vojsky markýze de Minas, jež vytlačili Francouzi pod velením markýze d'Asfelda. Mír mezi Španělskem a Portugalskem byl uzavřen v Badajozu 6. června 1801. 31. května 1808 vypuklo povstání proti napoleonovi, ale francouzské vojsko o 17 tisících vojáků pod velením maršála Soulta město obléhalo opět od 28. ledna 1811, pevnost se vzdala 9. března. Badajoz poté třikrát obléhali Angličané, na britské straně padlo asi 5 000 mužů, město byl dobyto a vydrancováno.
V roce 1834 se město stalo součástí soudního okresu Badajoz. V roce 1842 čítalo město 2 865 usedlostí a 11 715 obyvatel. V roce 2006 měl Badajoz 144 000 obyvatel.
V roce 1968 byla založena univerzita, některými fakultami spojená s univerzitou v Seville.

## Podnebí
Badajoz má středozemní klima mírně ovlivňované podnebím oceánským. Zimy jsou zde mírné, teplota neklesá pod 0 °C. V maximu teploty přibližují 45 °C. Roční průměr srážek je 475 mm. Vyšší srážky připadají na listopad a prosinec. Léta bývají spíše suchá.

## Demografie
V Badajozu žije 150 376 obyvatel (178 953 v okrese Badajoz), z toho 73 074 (48,59%) je mužů a 77 312 (51,41%) žen.
| Rok  | Obyvatel |
| ---- | -------- |
| 1842 | 11 715   |
| 1857 | 22 195   |
| 1860 | 22 895   |
| 1877 | 22 965   |
| 1887 | 27 279   |
| 1897 | 28 912   |
| 1900 | 30 899   |
| 1910 | 35 039   |
| 1920 | 37 967   |
| 1930 | 43 726   |
| 1940 | 55 869   |
| 1950 | 79 291   |
| 1960 | 96 317   |
| 1970 | 101 710  |
| 1981 | 114 361  |
| 1991 | 130 247  |
| 2001 | 136 319  |
| 2010 | 150 376  |

## Památky
- Alcazába - citadela arabského původu z 9. století, opevněná ve 12. století, nyní sídlo Archeologického muzea
- Pevnost Vauban z let 1640-1678
- Puertas Palmas - městská brána se dvěma válcovými věžemi
- Katedrála sv. Jana Křtitele - gotická stavba ze 13. století, bohaté zařízení kaplí ze 16.-17. století; sídlo spojené arcidiecéze Mendoza-Badajoz; vystavena klenotnice katedrály

## Partnerská města
- Elvas, Portugalsko
- Santarém, Portugalsko
- Nazaré, Portugalsko
- Granada (Nikaragua), Nikaragua
- Blumenau, Brazílie
- Punta Umbría, Španělsko